# Еёстория
Еёстория (словослияние «её» и «история»; от англ. herstory — словослияние her и history; транслитерация — «хёрстори») — неологизм, обозначающий историю, написанную с феминистской или женской точки зрения и подчёркивающую роль представительниц женского пола. Термин является преобразованием слова «история», как часть феминистской критики общепринятой историографии, которая, по их мнению, традиционно пишется как «его история» (англ. his story), то есть с мужской точки зрения.

## Этимология
Термин «еёстория» является неологизмом, поскольку слово «история» происходит от древнегреческого слова «ἱστορία» или, если быть точнее, от его латинского производного «historia», что означает «знание, полученное путём исследования», этимологически не связанное с притяжательным местоимением «his».

## Применение
Оксфордский словарь английского языка приписывает первое употребление термина «herstory» в печати Робин Морган в антологии 1970 года «Сестринство — это сила» (англ. Sisterhood is Powerful). Касательно феминистской организации W.I.T.C.H. Морган писала:

Текучесть и остроумие ведьм очевидны в постоянно меняющейся аббревиатуре: основным первоначальным названием было «Международный террористический заговор женщин из Ада», а последним, услышанным при написании этой статьи, является «Женщины, вдохновлённые совершением еёстории».
Оригинальный текст (англ.)The fluidity and wit of the witches is evident in the ever-changing acronym: the basic, original title was Women's International Terrorist Conspiracy from Hell [...] and the latest heard at this writing is Women Inspired to Commit Herstory.

В 1970-х и 1980-х годах феминистки второй волны рассматривали изучение истории как интеллектуальное предприятие, в котором доминируют мужчины, и представляли «еёсторию» как средство компенсации. Этот термин, задуманный серьёзным и комичным, стал лозунгом, используемым на футболках и значках в академических кругах.
В 2017 году Хридит Судев, изобретатель, защитник окружающей среды и общественный деятель, связанный с различными молодёжными движениями, запустил «The Herstory Movement» — онлайн-платформу, целью которой является «прославление менее известных великих людей: женщин, квиров или иным образом маргинализированных людей, которые помогли сформировать современную всемирную историю». Академическая платформа предназначена для рассказов о женщинах-исторических личностях и, таким образом, способствуя более широкому распространению знаний об истории «великих женщин».
Некоммерческие организации Global G.L.O.W и LitWorld создали совместную инициативу под названием «HerStory Campaign». Эта кампания сотрудничает с 25 различными странами, чтобы поделиться информацией о жизни и истории девушек. Они призывают других присоединиться к кампании и «поднять голос от имени всех девушек мира».
Движение за еёсторию породило прессу, ориентированную на женщин, такую как Virago Press, появившуюся в 1973 году и публикующую художественную и научно-популярную литературу известных женщин-писателей, таких как Джанет Фрейм и Сара Дюнан. Также это движение привело к увеличению активности в других ориентированных на женщин дисциплинах, таких как «фемия» (англ. femistry) и «галгебра» (англ. galgebra).

## Критика
Кристина Хофф Соммерс активно критиковала концепцию еёстории и представила свои аргументы против этого движения в своей книге 1994 года «Кто украл феминизм?» (англ. Who Stole Feminism?). Соммерс определила еёсторию как попытку наполнить образование идеологией за счёт знаний. «Гендерные феминистки», как она их называла, были группой феминисток, ответственных за движение, которое, по её мнению, равносильно историческому нигилизму. Она считала большинство попыток сделать исторические исследования более привлекательными для женщин искусственными по своей природе и препятствием для прогресса.
Профессор и писатель Девони Лузер раскритиковала концепцию еёстории за игнорирование вклада, который некоторые женщины внесли в качестве историков до двадцатого века.
Автор Ричард Докинз также описал свою критику в книге «Бог как иллюзия», утверждая, что «на слово еёстория не повлияло мужское местоимение».